# Battaglia di Turnhout (1789)
(Émilien-François Malingié)
La battaglia di Turnhout (1789) ebbe luogo il 27 ottobre 1789 e segnò l'inattesa vittoria di una colonna di patrioti al comando del Van der Mersch, che sconfisse due battaglioni imperiali al comando del maggiore generale Schröder. Pur priva di rilevanti conseguenze militari, essa mise in moto gli eventi che portarono alle successive insurrezioni di Gand e di Bruxelles, che determinarono il temporaneo successo della rivoluzione del Brabante e l'effimera indipendenza dei Paesi Bassi austriaci.

## Contesto

### La crisi politica dei Paesi Bassi austriaci
A partire dal 1786, i Paesi Bassi austriaci vennero agitati dal tentativo dell'imperatore Giuseppe II di introdurre in quelle provincie le medesime, radicali, riforme già introdotte negli altri stati del patrimonio ereditario della Casa d'Austria (ad esempio il Ducato di Milano). La forte resistenza delle locali élite nobiliari ed ecclesiastiche, passata per episodi salienti quali rivolta di Bruxelles del 14 maggio 1787, indusse, infine, l'imperatore a sciogliere gli Stati Provinciali del Brabante e dell'Hainaut, il 18 giugno 1789 (con una sfortunata scelta di tempi, dal momento che tale evento precedette di meno di un mese la presa della Bastiglia).

### Il Comitato di Breda organizza l'insurrezione
Il governo imperiale, tuttavia, non disponeva dei mezzi necessari a reprimere l'opposizione politica, in quanto che, da circa un anno, tutte le energie militari erano assorbite dalla guerra austro-russo-turca.
Cosicché non poté reagire, allorché le confinanti Province Unite presero ad accogliere con evidente sollecitudine i molti oppositori fuggiti dai Paesi Bassi austriaci: nella città di Breda venne loro permesso di costituire una sorta di governo in esilio e, persino, di organizzare delle bande militari. All'appoggio delle Province Unite si aggiunse quello del Principato di Liegi, non appena la locale rivoluzione del 18 agosto 1789, ebbe rovesciato il principe vescovo e proclamato un'effimera repubblica.

### Il piano di invasione dei Paesi Bassi austriaci
Sul fine dell'estate del 1789, cominciarono i primi sconfinamenti. Ma fu solo il 24 ottobre 1789, che due grosse bande di insorti, che dovevano operare simultaneamente:
- la maggiore, affidata al Van der Mersch, diretta a sud, sul Brabante.
- la più piccola, di 600 volontari[3], affidata al maggiore De Vaux ed al Ransonnet, diretta a nord della grande piazzaforte di Anversa verso la Fiandra.

Val forse la pena di sottolineare come entrambi i comandanti provenissero dall'esercito imperiale: Van der Mersch ne era colonnello a riposo, e si congedò formalmente solo alla vigilia dell'invasione; maggiore De Vaux, addirittura, era figlio illegittimo del Principe Carlo di Lorena, zio dell'Imperatore regnante e a lungo governatore dei Paesi Bassi austriaci.

## L'invasione del Brabante

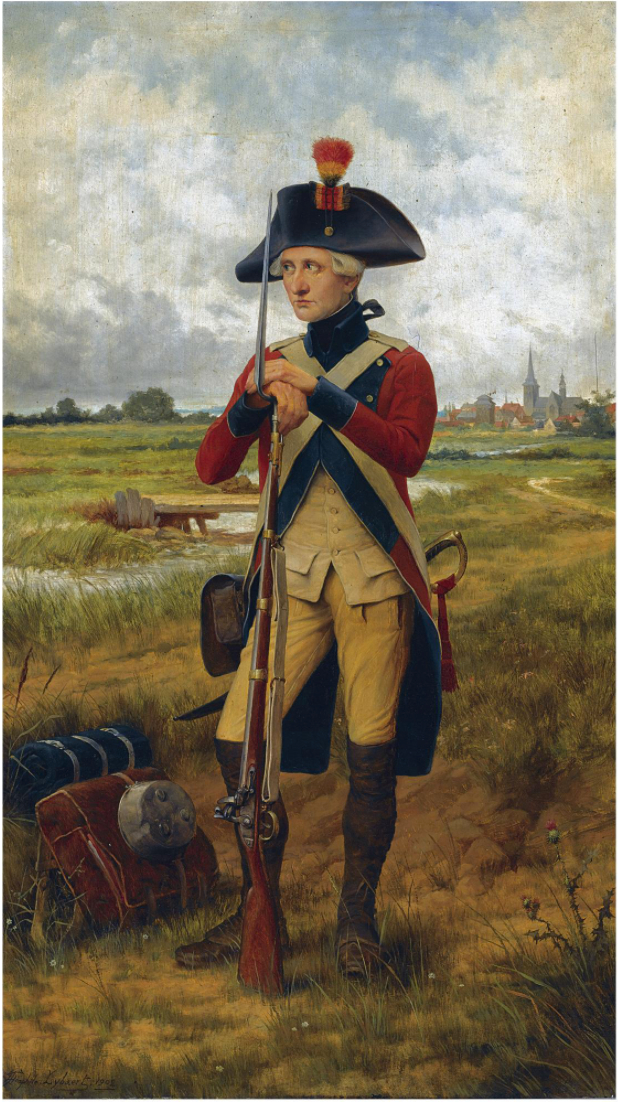
Un volontario di Anversa

### Il Manifesto del Popolo del Brabante
L'avventura della prima ebbe inizio il 24 ottobre 1789, con la proclamazione di un "manifesto del popolo del Brabante" che richiamava le lamentele dei Belgi verso Giuseppe II e lo dichiarava decaduto dalle sue pretese su quel Ducato. Il proclama era firmato dal van der Noot, che si qualificava come 'agente del popolo del Brabante'. Esso venne letto di fronte ad una colonna di volontari, pomposamente battezza 'esercito patriottico' (armée patriotique), guidata dal Van der Mersch, che si qualificava come 'generale dei patrioti' (général des patriotes, anziché con il grado di colonnello, con il quale si era congedato dall'esercito imperiale). Quanti fossero è incerto: chi dice 1'500, chi dice 5 000: molti si dispersero lungo la marcia, mentre altri ne vennero raccolti nella città di Turnhout.

### La marcia verso sud
Dopodiché, la colonna si mise in marcia verso il confine. Il 25 sera o 26 mattina, dopo circa 30 km attraverso di marcia, attraverso Hoogstraten (ove un distaccamento austriaco di osservazione, si ritirò senza offrire resistenza), aveva raggiunto il borgo di Turnhout, che trovarono indifeso ed occuparono. Dei forse 5 000 partiti, ne arrivarono solo 2 800-3 000: gli altri si erano dispersi lungo la marcia. Mancava, del tutto, l'artiglieria.
L'indomani si mise in marcia verso Gheel eppoi Diest, circa 44 km più a sud. Probabilmente stava seguendo una linea retta, che gli avrebbe consentito di attraversare tutto il Brabante, per poi porsi in salvo sul territorio del Principato di Liegi, allora nel pieno della propria rivoluzione ed i cui governanti erano particolarmente simpatetici con la causa del 'Comitato di Breda'.

### L'intervento di una prima colonna imperiale
Non aveva fatto più di una lega di strada, quando venne raggiunto dalla notizia della partenza di una grossa colonna imperiale, agli ordini del maggiore generale Schröder (Berlino 1735 – Pellendorf (Bassa Austria 18 febbraio 1807). Arrestò la marcia e spese l'intera notte a fortificarsi dentro Turnhout, fidando sulla protezione offerta da muri ed edifici: vennero scavate trincee attraverso le strade, barricati gli edifici, parzialmente serrati gli ingressi dell'abitato e gli accessi alla piazza principale, fra la chiesa grande ed il municipio.
Lo Schröder comandava i battaglioni de Bender e de Clerfayt, due compagnie di granatieri e due squadroni di dragoni: si trattava di una colonna mobile che Sir d'Alton aveva esplicitamente comandato a fare tutto il possibile per intercettare ed attaccare la colonna di ribelli in arrivo dalla 'baronia di Breda', evidentemente attesa. Opportunamente, essa era stata stanziata fra Lierre e l'attigua Malines, in posizione adatta a coprire l'intero spettro delle linee di penetrazione dei ribelli: Anversa a sinistra, Bruxelles al centro e la strada per Liegi a destra. Dovettero essere predisposte anche dei distaccamenti di osservazione (come quello che aveva osservato la colonna Van der Mersch ad Hoogstraten), tanto è vero che già la sera del 26, ossia assai tempestivamente, lo Schröder venne informato dell'ingresso del Van der Mersch a Turnhout. Partì, dunque, il 26 sera.

## La battaglia

### Scambi di fucileria
Van der Mersch ne venne informato e divise la truppa in due 'divisioni':
- la prima la fortificò dentro a Turnhout, specie sulla piazza grande[11] (o nel cimitero[4]), che era stata fortificata; il resto distribuito negli edifici più o meno barricati.
- la seconda la schierò di fronte al borgo, nei pressi di un mulino[3].

L'azione di quest'ultima non fu affatto efficace, in quanto, inesperti e disorganizzati come erano, i volontari scaricarono i propri schioppi prima di aver gli imperiali a tiro. Tale insuccesso, ad ogni buon conto, decise lo Schröder a sfruttare il vantaggio ed avvicinarsi verso le abitazioni. Il successivo successo della giornata, permise ad alcuni cronisti belgi di descrivere l'azione come fuoco-retrocedendo, ma pare un inutile abbellimento.

### Lo scontro urbano
Ciò che lo Schröder non aveva calcolato era che il ripiegamento della prima linea dei ribelli non aveva coinvolto la seconda 'divisione', la quale poté, per giunta, contare sull'aiuto della popolazione del borgo. Cosicché, appena gli imperiali vi entrarono, vennero assaliti ai fianchi dalle case fortificate che dalle strade laterali alla rue de l'Hôpital, la loro linea di penetrazione. Dimodoché persero un gran tempo ad aprirsi la via attraverso le improvvisate barricate, anche 'ripulendo' le case dalle quali venivano bersagliati (molti civili vennero massacrati nelle loro case). Sinché, dopo cinque ore di combattimento, dovettero ritirarsi, abbandonando ai patrioti tre cannoni e due cassoni di munizioni.

### Errori del generale imperiale
L'azione del generale imperiale venne sicuramente determinata dalla volontà di sfruttare la sorpresa. Alla partenza, infatti, egli aveva sperato di agganciare il Van der Mersch nella sua marcia verso Diest, della quale era informato. Quando lo trovò di fronte a Turnhout e poté rompere così facilmente la primalinea dei volontari, volle evidentemente sfruttare il vantaggio. Sicuramente egli non disponeva di informazioni adeguate circa le residue posizioni dei ribelli.

La sua principale colpa, però, fu di non attenersi agli ordini del d'Alton, che gli ingiungevano sì di agganciare il nemico il più presto possibile. Ma aveva aggiunto di non ingaggiare combattimento, prima di averlo informato, consentendogli di precisare ulteriori ordini. Si può notare come tali ordini fossero decisamente adeguati. In quanto ben difficilmente il Van der Mersch avrebbe potuto sfuggire ad un breve assedio (non foss'altro perché gli imperiali con la loro artiglieria, avrebbero potuto mettere a fuoco l'intera città e, in tal modo, far uscrie i patrioti dai loro rifugi e, costretto ad accettare un combattimento in campo aperto, avrebbe sicuramente avuto la peggio.

### Perdite
Le perdite imperiali furono piuttosto modeste: 4 ufficiali e 106 uomini uccisi, 60 feriti, 23 dispersi 32 802 cartucce sparate, contro 87 morti e feriti fra i ribelli. Alcuni fra gli imperiali caduti prigionieri, vennero restituiti ai loro commilitoni allorché, alcuni giorni dopo, Van der Mersch evacuò Turnhout.

## La reazione imperiale

### Intervento di una seconda grossa colonna imperiale
Il generale d'Alton, comandante le truppe austriache, fu lesto a reagire: anzitutto con un contro-proclama, che minacciava di incendiare ogni villaggio che offrisse aiuto ai ribelli. Poi affidando al tenente-feldmaresciallo von Arberg una colonna di 7 000 uomini, che raggiunse la regione di Turnhout (detta regione del Kempen), incendiò almeno un villaggio e cercò il contatto con la colonna del Van der Mersch. Questi non volle accettare combattimento, e a tale decisione contribuì non poco la scarsa preparazione militare dei volontari: dopo la battaglia essi, pur vittoriosi, erano già stanchi della guerra. Cosicché, dopo aveva dato mostra di voler avanzare verso la Fiandra, si trattenne, invece, fra Turnhout e Baer-le-Duc, poco a nord. Dopodiché precedette rapidamente l'inseguitore su Hoogstraten e, di lì, ripassare velocemente il confine, la notte del 10 novembre.

### Parallelo fallimento del tentativo di invasione della Fiandra
L'azione imperiale di controguerriglia nel Kempen ebbe, dunque, successo. Ed a tale successo si aggiungeva il parallelo fallimento del tentativo della seconda colonna di volontari: quella del maggiore De Vaux e del Ransonnet, che aveva tentato l'invasione della Fiandra. Essa aveva si sloggiato i pochi doganieri che tenevano Fort Lillo e nemmeno si difesero. Ma avevano fallito un uguale tentativo sull'attiguo fort Liefkenshoeck. Eppoi, in breve, la piccola truppa venne presa dal terror panico e riguadagnò precipitosamente l'Olanda, già il 27 ottobre, portando con sé una piccola fregata che serviva da pattuglia doganale sul corso della Schelda.

Militarmente, quindi, l'avventura militare del Comitato di Breda poteva essere considerata una sconfitta.

### L'aperto sostegno delle Province Unite quale limite della repressione imperiale
Tuttavia, il successo militare degli imperiali non poté dirsi pieno, poiché le due bande di insorti erano sfuggite all'accerchiamento ed avevano potuto portarsi al sicuro, sul territorio delle Province Unite: quella del Van der Mersch venne di nuovo accolta nel villaggio di Sundert, la sua base di partenza, ove non venne nemmeno disarmata; quella del maggiore De Vaux e del Ransonnet portò addirittura seco la piccola fregata della marina imperiale.

Si tratta di circostanze che testimoniano, oltre ogni dubbio, della dichiarata politica anti-imperiale delle Province Unite. Che il governo di Giuseppe II non poteva nemmeno immaginare di sfidare, impegnato com'era nella guerra contro i Turchi.

### Guerriglia contro 'guerra grossa'
Di modo che il Comitato di Breda, avendo conservato la propria truppa in stato di combattimento, poté invocare la vittoria: l'obiettivo delle due colonne non era, infatti, liberare il Belgio, bensì dimostrare che l'esercito ribelle esisteva e che aveva la volontà di battersi. E occorre riconoscere che, a Turnhout, entrambi gli obiettivi vennero largamente raggiunti.

Nei piani del Comitato di Breda, una serie di successi guerriglieri avrebbero consentito di dimostrare lo scontento dei sudditi delle Paesi Bassi austriaci all'attenzione delle potenze europee, offrendo loro l'occasione di ingerirsi. Un'occasione che poteva fare il gioco tanto del van der Noot (che sperava nella Prussia), quanto quello del Vonck (che sperava nella Francia rivoluzionaria).
Semmai, la particolarità dell'insurrezione dei Belgi fu che essa ebbe diffusione talmente capillare, da impedire agli imperiali di passare dalla guerriglia alla guerra grossa e ripetere, con eguale successo, l'operazione che il von Arberg aveva condotto nel Kempen. Di modo che, di lì a poco, le due colonne ripassarono il confine ed il De Vaux poté avanzare indisturbato sino a Gand, provocandone la fortunata insurrezione, che, attraverso la di poco successiva insurrezione di Bruxelles, determinò il successo della generale insurrezione e dell'effimera indipendenza dei Paesi Bassi austriaci.